# イースト川
イースト川（イーストがわ、英: East River）は、アメリカ合衆国ニューヨーク州ニューヨーク市を流れる海峡。
アッパーニューヨーク湾からロングアイランド湾にかけての水域を指す。クイーンズ、ブルックリンなどのロングアイランドと、マンハッタン島さらにはブロンクスなどのアメリカ本土とを隔てている。かつては接続するロングアイランド湾もこの川と同じように「サウンド川 (Sound River)」として知られていた。

## 概要
イースト川は今からおよそ1万1千年前、最終氷期の末期に形成された 。川幅が極端に狭い地点があるのは、氷河の作用のためである。ロングアイランド湾からヘルゲート (en) にかけての上流域は、湾になっているため川幅が広く、蛇行しながら流れる。ヘルゲートからニューヨーク湾にかけての下流域は、かつての氷河と並行にほぼまっすぐ南北に流れているが、上流域と比べるととても狭くなる。

## 水路
水質は悪く、飛び込んだり潜ったりするのは危険だが、近年になって改善してきている。また、市の環境保護部海洋科学局によると潮の流れは4ノット（時速約7.4km）くらいで、マンハッタンを挟んで流れるハドソン川と同じくらいのスピードであり、平均的な男性が流れに逆らって泳ぐのは困難である。ニューヨーク市一帯では毎年2、3人が川で溺死する。近年では2007年に工事が行われ、潮の力は弱まっている。
歴史上、川の下流域（マンハッタンとブルックリンの境界）は世界で最も活気がある重要な海峡の一つで、特にニューヨーク市建設から3世紀の間は賑わった。昔は船が交通の中心だったが、1883年のブルックリン橋開通後は往来がはるかに簡単になった。現在では船はマンハッタンとクイーンズの間でわずかに運航されるのみである。
川の北部でブロンクス川 (en) が合流し、下流域ではニュータウン川が流入する。ニュータウン川はブルックリンとクイーンズの境界にもなっている。

## 中州
上流域
- ライカーズ島 - 島全体が刑務所になっている
- ノースブラザー島（North Brother Island）
- サウスブラザー島（South Brother Island)
- ミル岩

下流域
- ワーズ島、ランドールズ島 - 埋め立てられつながっている
- ルーズベルト島
- ウ・タント島 - 正式名称はベルモント島

## 交通

### 橋梁

アストリア公園から撮影した、ヘルゲート橋とトライボロー橋のパノラマ写真

川には10本の橋が架けられている。ここでは北から順に列挙する。
- スロッグスネック橋
- ブロンクス＝ホワイトストーン橋 (Bronx-Whitestone Bridge)
- ライカーズアイランド橋 (Rikers Island Bridge) - 片岸のみ
- ヘルゲート橋
- ロバート・F・ケネディ橋
- ルーズベルト・アイランド橋 - 片岸のみ
- クイーンズボロ橋
- ウィリアムズバーグ橋 - ニューヨーク市地下鉄のJ、M、Z線も通る
- マンハッタン橋 - ニューヨーク市地下鉄のB、D、N、Q線も通る
- ブルックリン橋

### トンネル
川には13本のトンネルが通っている。ここでは2006年7月時点の情報とともに北から順に列挙する。
- 63丁目トンネル - ニューヨーク市地下鉄のF系統専用に二本の線路が敷かれており、三本目も計画されている
- 60丁目トンネル - ニューヨーク市地下鉄のN、R、W系統が通る
- 53丁目トンネル - ニューヨーク市地下鉄のE系統が通る
- スタインウェイ・トンネル - ニューヨーク市地下鉄の7系統が通る
- クイーンズ＝ミッドタウン・トンネル - 州間高速道路495号線の一部
- イースト川トンネル - ペンシルベニア駅を発着するロングアイランド鉄道とアムトラックが通る
- 14丁目トンネル - ニューヨーク市地下鉄のL系統が通る
- ラトガース通りトンネル - ニューヨーク市地下鉄のF系統が通る
- クランベリー通りトンネル - ニューヨーク市地下鉄のA、C系統が通る
- クラーク通りトンネル - ニューヨーク市地下鉄の2、3系統が通る
- モンタギュー通りトンネル - ニューヨーク市地下鉄のM、N、R系統が通る
- ジョレールモン通りトンネル - ニューヨーク市地下鉄の4、5系統が通る
- ブルックリン＝バッテリー・トンネル - 州間高速道路478号線の一部

### トラム
- ルーズベルト島トラムウェイ - 片岸のみ